# Thung Chao-yung
Tung Chao-yung, bolj znan pod vzdevkom Tung Hao-yun, kitajski podjetnik in ladjar, * 28. september 1912 Dinghai, Ljudska Republika Kitajska, † 15. april 1982, Hong Kong
Tung je bil ustanovitelj podjetja Orient Overseas Line, ki se danes imenuje Orient Overseas Container Line ali OOCL). Bil je oče Tunga Cheea Hwa, prvi izvršni direktor hongkonškega S.A.R.

## Življenje
Tung je bil na vrhuncu svoje kariere lastnik ladijske družbe z več kot 150 tovornimi ladjami; tovorna zmogljivost njegovih ladij je presegla 10 milijonov ton. Bil je eden izmed sedmih najboljši ladjarjev na svetu; pogosto so ga klicali Onassis of Orient.
Tung je verjel v pomen izobraževanja. Septembra 1970 je kupil veliko upokojeno britansko prekooceansko potniško ladjo družbe Cunard Line, RMS Queen Elizabeth in jo nameraval preurediti v plavajočo univerzitetno križarko z imenom S. S. Seawise University, da bi ohranil program World Campus Afloat. 9. januarja 1972 je med prenavljanjem na ladji izbruhnil velik požar zaradi česar je ladja potonila v hongkongškem pristanišču. Zaradi požara se njegov načrt ni uresničil, da bi dokončal svoj načrt pa je kot nadomestilo kupil manjšo oceansko linijsko potniško ladjo SS Atlantic. Sodeloval je z različnimi univerzami (npr. Univerza v Pittsburghu), da je z Inštitutom za ladjarsko izobraževanje z naslovom Semester na morju vodil akademski morski program.
Politično je bil Tung usklajen s komunističnim režimom Republike Kitajske na Tajvanu; podjetje OOCL je bilo zelo uspešno. Ko je podjetje po njegovi smrti doživelo finančne težave, je vlada Ljudske republike Kitajske rešila podjetje. To je utrlo pot Tungovega sina, Tunga Cheea Hwa, ki je leta 1997 postal glavni izvršni direktor Hongkongške posebne upravne regije Ljudske republike Kitajske.

### Zasebno
Tung je bil poročen in imel pet otrok. 